# Dean Strong
Dean Strong (* 17. Juli 1985 in Mississauga, Ontario) ist ein ehemaliger kanadischer Eishockeyspieler, der im Verlauf seiner aktiven Karriere zwischen 2005 und 2014 unter anderem 112 Spiele in der American Hockey League (AHL) sowie 89 weitere in der ECHL auf der Position des rechten Flügelstürmers bestritten hat.

## Karriere
Dean Strong begann seine Karriere als Eishockeyspieler in der Ontario Provincial Junior A Hockey League (OPJHL), in der er von 2002 bis 2004 für die Milton Merchants und Milton Icehawks aktiv war. Anschließend verbrachte der Angreifer eine Spielzeit bei den Vernon Vipers in der British Columbia Hockey League (BCHL), ehe er von 2005 bis 2009 die University of Vermont besuchte. Für deren Eishockeymannschaft spielte er in diesem Zeitraum in der National Collegiate Athletic Association (NCAA).
In der Saison 2009/10 gab Strong sein Debüt im professionellen Eishockey, als er parallel für die Worcester Sharks in der American Hockey League (AHL) und deren Kooperationspartner Kalamazoo Wings in der ECHL antrat. Zur folgenden Spielzeit erhielt der Kanadier einen Probevertrag bei den Grizzly Adams Wolfsburg aus der Deutschen Eishockey Liga (DEL). Im August 2010 wurde der Vertrag allerdings nicht verlängert. Daraufhin verpflichteten die Eispiraten Crimmitschau den Angreifer. Im ersten Quartal 2011 wurde Strong zu Rehamaßnahmen in seine Heimat geschickt, während der er mit einer Vertragsunterzeichnung bei seinem alten Verein Kalamazoo Wings in der ECHL einen Bruch des laufenden Vertrages beging.
In der Folge war er wieder in der AHL aktiv und lief für bis zum Sommer 2013 für die Lake Erie Monsters auf. Nachdem Strong die Spielzeit 2013/14 beim HC Valpellice in der italienischen Elite.A verbracht hatte, zog er sich noch vor seinem 30. Geburtstag aus dem aktiven Profisport zurück.

## Erfolge und Auszeichnungen
- 2009 Len Ceglarski Award

## Karrierestatistik
(Legende zur Spielerstatistik: Sp oder GP = absolvierte Spiele; T oder G = erzielte Tore; V oder A = erzielte Assists; Pkt oder Pts = erzielte Scorerpunkte; SM oder PIM = erhaltene Strafminuten; +/− = Plus/Minus-Bilanz; PP = erzielte Überzahltore; SH = erzielte Unterzahltore; GW = erzielte Siegtore; 1 Play-downs/Relegation; Kursiv: Statistik nicht vollständig)